# پیتر آنتونی
پیتر آنتونی (انگلیسی: Peter Antonie؛ زادهٔ ۱۱ مهٔ ۱۹۵۸) قایقران روئینگ اهل استرالیا بود.
وی در مسابقات کشوری و بین‌المللی در مجموع برندهٔ ۳ مدال طلا، ۳ مدال نقره، ۲ مدال برنز شده‌است.